# Change UK - O Grupo Independente
Change UK - O Grupo Independente ou Change UK - The Independent Group (TIG) é um partido político britânico pró-europeísta fundado em fevereiro de 2019 e oficialmente registado em abril de 2019.

## Fundação
O grupo foi fundado por 7 deputados do Partido Trabalhista que resignaram simultaneamente do partido a 18 de fevereiro. A mídia britânica comparou esta cisão com a ocorrida em 1981 em que deputados trabalhistas se separam do partido para fundar o Partido Social Democrata. Ao anunciarem as suas resignações, Lucie Berger descreveu o Partido Trabalhista como um partido que se tornou "institucionalmente antissemita", enquanto Chris Leslie afirmou que o partido foi "capturado pelas máquinas políticas da extrema-esquerda" e Mike Gapes a dizer que "estava furioso que a liderança trabalhista se tenha tornado cúmplice em facilitar o Brexit."
Importa referir que 5 dos 7 deputados trabalhistas tinham recentemente perdido a confiança política das secções locais trabalhistas dos distritos que representavam.
Dois depois, seria a vez de 3 deputados conservadores a juntarem o recém-formado partido, citando como razões para tal separação a condução do Brexit por Theresa May (que incluía "linhas vermelhas" inaceitáveis para os anti-Brexit); a relevância dada pelo Partido Conservador ao "European Research Group" (um grupo que apoia um Brexit sem acordo), bem como, a dependência conservadora no Partido Democrático Unionista em aprovar legislação relacionada com o Brexit, com os deputados conservadores a verem nisto como uma captura do Partido Conservador por elementos "da direita dura e eurocética"; e por fim a falta de preocupação dos conservadores pelos mais vulneráveis na sociedade britânica.

## Estrutura e políticas
O grupo não fundado como um partido político registado com um líder, mas sim como um grupo de deputados independentes com um convocador (Gavin Shuker) e um porta-voz (Chuka Umunna). O Change UK foi estabelecido sem um conjunto de políticas definido, embora seja claramente europeísta, apoiando um segundo referendo sobre a pertença do Reino Unido à União Europeia, e é considerado ideologicamente como centrista.
O slogan do grupo é "A política está quebrada. Vamos mudá-la (em inglês: "Politics is broken. Let’s change it"), e afirma uma vontade em seguir políticas baseadas em evidências e factos em vez de definir em termos ideológicos, com o grupo a ser tolerante com diferentes pontos de vista e opiniões. Políticas defendidas do grupo incluem uma Economia social de mercado, Liberdade de imprensa, Ambientalismo, Devolução, Princípio da subsidiariedade e a oposição total ao Brexit, com todos os deputados do TIG a defenderem um segundo referendo. Embora o grupo não tenha publicado um manifesto, listou um conjunto de 11 "princípios", entre eles que o governo britânico deve fazer tudo o que seja necessário para proteger a segurança nacional, pois o Reino Unido "é um grande país cujos cidadãos têm razão de serem orgulhosos." Shuker afirmou que "[nós] apoiamos empreendedorismo bem regulado mas em troca esperamos que ofereçam trabalhos decentes, seguros e bem-pagos", enquanto Leslie reforçou que o partido é a favor da NATO. Além de mais, o grupo afirma que apoia "uma economia diversa, mista e social de mercado."